# Syntrichia socialis
Syntrichia socialis är en bladmossart som beskrevs av Richard Henry Zander 1993. Syntrichia socialis ingår i släktet skruvmossor, och familjen Pottiaceae. Inga underarter finns listade i Catalogue of Life.